# Колдфут (аэропорт)
Аэропорт Колдфут (англ. Coldfoot Airport), (ИАТА: CXF, ИКАО: PACX, FAA LID: CXF) — гражданский аэропорт, расположенный в населённом пункте Колдфут (Аляска, США).
Порт находится в собственности штата Аляска.

## Общие сведения
Аэропорт Колдфут занимает территорию площадью 117 гектар, расположен на высоте 318 метров над уровнем моря и эксплуатирует одну взлётно-посадочную полосу:
- 1/19 размерами 1219 x 30 метров с гравийным покрытием.

За период с 31 декабря 2005 по 31 декабря 2006 года Аэропорт Колдфут обработал 1000 операций взлётов и посадок самолётов (в среднем 83 операции ежемесячно), из них 80 % пришлось на рейсы малой коммерческой авиации (аэротакси) и 20 % рейсов составила авиация общего назначения.